# Persone di cognome Carr
| Questa pagina contiene informazioni ricavate automaticamente dalle voci biografiche con l'ausilio del template Bio e di un bot. L'aggiornamento è periodico e automatico e ricostruisce completamente la pagina. Se manca una persona in questa lista, sei pregato di non aggiungerla, ma accertati piuttosto che la sua voce biografica contenga il template Bio e che i dati anagrafici siano correttamente compilati. Se il template Bio manca, inseriscilo tu stesso o, in alternativa, metti l'avviso {{tmp\|Bio}} che ne segnala la mancanza. Se i dati riportati sono sbagliati, correggi direttamente la voce biografica; le modifiche saranno visibili in questa lista entro pochi giorni. Per chiarimenti vedi il progetto antroponimi. La lista contiene solo le 79 persone che sono citate nell'enciclopedia e per le quali è stato implementato correttamente il template Bio. Pagina aggiornata al 7 giu 2025. |

Questa è una lista di persone presenti nell'enciclopedia che hanno il cognome Carr, suddivise per attività principale.

## Allenatori di calcio(4)
- Eddie Carr, allenatore di calcio e calciatore inglese (Wheatley Hill, n. 1917 - Hartlepool, † 1998)
- Jacky Carr, allenatore di calcio e calciatore inglese (Londra, n. 1892 - † 1942)
- John Carr, allenatore di calcio e calciatore inglese (Seaton Burn, n. 1878 - Newcastle upon Tyne, † 1948)
- Graham Carr, allenatore di calcio e ex calciatore inglese (Corbridge, n. 1944)

## Architetti(1)
- John Carr, architetto britannico (Horbury, n. 1723 - Askham Richard, † 1807)

## Astisti(1)
- Sabin Carr, astista statunitense (Dubuque, n. 1904 - Santa Barbara, † 1983)

## Astronauti(1)
- Gerald Carr, astronauta statunitense (Denver, n. 1932 - Albany, † 2020)

## Attori(6)
- Gary Carr, attore inglese (Londra, n. 1986)
- John Carr, attore statunitense (New Jersey, n. 1904 - Los Angeles, † 1956)
- Paul Carr, attore statunitense (New Orleans, n. 1934 - Los Angeles, † 2006)
- Seth Carr, attore statunitense (Anaheim, n. 2007)
- Stephen Carr, attore statunitense (Filadelfia, n. 1906 - Hollywood, † 1986)
- Thomas Carr, attore e regista statunitense (Filadelfia, n. 1907 - Ventura, † 1997)

## Attrici(9)
- Charmian Carr, attrice statunitense (Chicago, n. 1942 - Los Angeles, † 2016)
- Darleen Carr, attrice e doppiatrice statunitense (Chicago, n. 1950)
- Liz Carr, attrice britannica (Wirral, n. 1972)
- Geneva Carr, attrice statunitense (Jackson, n. 1971)
- Jane Carr, attrice britannica (Loughton, n. 1950)
- Louella Carr, attrice statunitense (Filadelfia, n. 1899 - Los Angeles, † 1937)
- Mary Carr, attrice statunitense (Germantown, n. 1874 - Woodland Hills, † 1973)
- Maybeth Carr, attrice statunitense (Filadelfia, n. 1912 - Los Angeles, † 1996)
- Rosemary Carr, attrice statunitense (Filadelfia, n. 1910 - Ventura, † 1987)

## Calciatori(5)
- Daniel Carr, calciatore inglese (Londra, n. 1993)
- Everton Carr, ex calciatore inglese (Antigua e Barbuda, n. 1961)
- Franz Carr, ex calciatore inglese (Preston, n. 1966)
- Stephen Carr, ex calciatore irlandese (Dublino, n. 1976)
- William Carr, calciatore inglese (Sheffield, n. 1848 - Sheffield, † 1924)

## Canottieri(2)
- Geoffrey Carr, canottiere britannico (Battersea, n. 1886 - Ealing, † 1969)
- William Carr, canottiere britannico (Donegal, n. 1876 - Filadelfia, † 1942)

## Cantanti(5)
- James Carr, cantante statunitense (Coahoma, n. 1942 - Memphis, † 2001)
- Leroy Carr, cantante, compositore e pianista statunitense (Nashville, n. 1905 - Indianapolis, † 1935)
- Sally Carr, cantante britannica (Muirhead, n. 1945)
- Vikki Carr, cantante statunitense (El Paso, n. 1941)
- Pearl Carr & Teddy Johnson, cantante britannica (Exmouth, n. 1923 - Londra, † 2020)

## Cantautori(1)
- Wes Carr, cantautore e polistrumentista australiano (Gawler, n. 1982)

## Cestisti(10)
- Kenny Carr, ex cestista statunitense (Washington, n. 1955)
- Tony Carr, cestista statunitense (Filadelfia, n. 1997)
- Antoine Carr, ex cestista statunitense (Oklahoma City, n. 1961)
- Aquille Carr, cestista statunitense (Baltimora, n. 1993)
- Austin Carr, ex cestista statunitense (Washington, n. 1948)
- Chris Carr, ex cestista statunitense (Ironton, n. 1974)
- Cory Carr, ex cestista statunitense (Fordyce, n. 1975)
- Marcus Carr, cestista canadese (Toronto, n. 1999)
- M.L. Carr, ex cestista, allenatore di pallacanestro e dirigente sportivo statunitense (Wallace, n. 1951)
- Phillip Carr, cestista statunitense (Raleigh, n. 1995)

## Chimiche(1)
- Emma P. Carr, chimica e insegnante statunitense (Holmesville, n. 1880 - Evanston, † 1972)

## Ciclisti su strada(1)
- Simon Carr, ciclista su strada britannico (Hereford, n. 1998)

## Comici(1)
- Jimmy Carr, comico, attore e conduttore televisivo britannico (Londra, n. 1972)

## Compositori(1)
- Edwin Carr, compositore neozelandese (Auckland, n. 1926 - Isola Waiheke, † 2003)

## Conduttori televisivi(1)
- Alan Carr, conduttore televisivo, conduttore radiofonico e comico britannico (Weymouth, n. 1976)

## Dirigenti sportivi(1)
- Joe Carr, dirigente sportivo statunitense (Columbus, n. 1880 - Columbus, † 1939)

## Ecologi(1)
- Maisie Carr, ecologo e botanica australiana (Footscray, n. 1912 - Canberra, † 1988)

## Giocatori di football americano(4)
- Brandon Carr, giocatore di football americano statunitense (Flint, n. 1986)
- David Carr, ex giocatore di football americano statunitense (Bakersfield, n. 1979)
- Derek Carr, ex giocatore di football americano statunitense (Fresno, n. 1991)
- Weston Carr, giocatore di football americano statunitense (Santa Monica, n. 1997)

## Giornalisti(1)
- Lucien Carr, giornalista statunitense (New York, n. 1925 - Washington, † 2005)

## Lottatori(1)
- Nate Carr, ex lottatore statunitense (Erie, n. 1960)

## Maratoneti(1)
- Edward Carr, maratoneta, mezzofondista e siepista statunitense (Brooklyn, n. 1878 - Bayville, † 1947)

## Matematici(1)
- George S. Carr, matematico britannico (Teignmouth, n. 1837 - † 1914)

## Nobili(2)
- Anne Carr, nobile (Londra, n. 1615 - Woburn Abbey, † 1684)
- Robert Carr, I conte di Somerset, nobile britannico (Wrington, n. 1587 - Dorset, † 1645)

## Nuotatrici(1)
- Catherine Carr, ex nuotatrice statunitense (Albuquerque, n. 1954)

## Pittrici(1)
- Emily Carr, pittrice canadese (Victoria, n. 1871 - Victoria, † 1945)

## Produttori cinematografici(1)
- Allan Carr, produttore cinematografico e sceneggiatore statunitense (Chicago, n. 1937 - Beverly Hills, † 1999)

## Registi(1)
- Steve Carr, regista e produttore cinematografico statunitense (New York, n. 1965)

## Saggisti(1)
- Allen Carr, saggista britannico (Londra, n. 1934 - Malaga, † 2006)

## Sceneggiatrici(1)
- Catherine Carr, sceneggiatrice statunitense (Austin, n. 1880 - Hollywood, † 1941)

## Scrittori(4)
- Caleb Carr, romanziere statunitense (New York, n. 1955 - Cherry Plain, † 2024)
- John Dickson Carr, scrittore statunitense (Uniontown, n. 1906 - Greenville, † 1977)
- Nicholas G. Carr, scrittore statunitense (Cincinnati, n. 1959)
- William Guy Carr, scrittore e ufficiale canadese (Formby, n. 1895 - Ontario, † 1959)

## Storici(2)
- Edward Carr, storico, giornalista e diplomatico britannico (Londra, n. 1892 - Londra, † 1982)
- Francis Carr, storico e saggista britannico (Warwick, n. 1924 - † 2009)

## Trombettisti(1)
- Ian Carr, trombettista e compositore scozzese (Dumfries, n. 1933 - Londra, † 2009)

## Velocisti(2)
- Bill Carr, velocista statunitense (Pine Bluff, n. 1909 - Tokyo, † 1966)
- Henry Carr, velocista e giocatore di football americano statunitense (Montgomery, n. 1942 - Griffin, † 2015)

## Wrestler(1)
- Bobby Dutch, wrestler statunitense (Brooklyn, n. 1987)

## Senza attività specificata(1)
- Christopher Carr, ex ballerino britannico (n. 1945)